# Schwarzenberg (Bregenzerwaldgebirge)

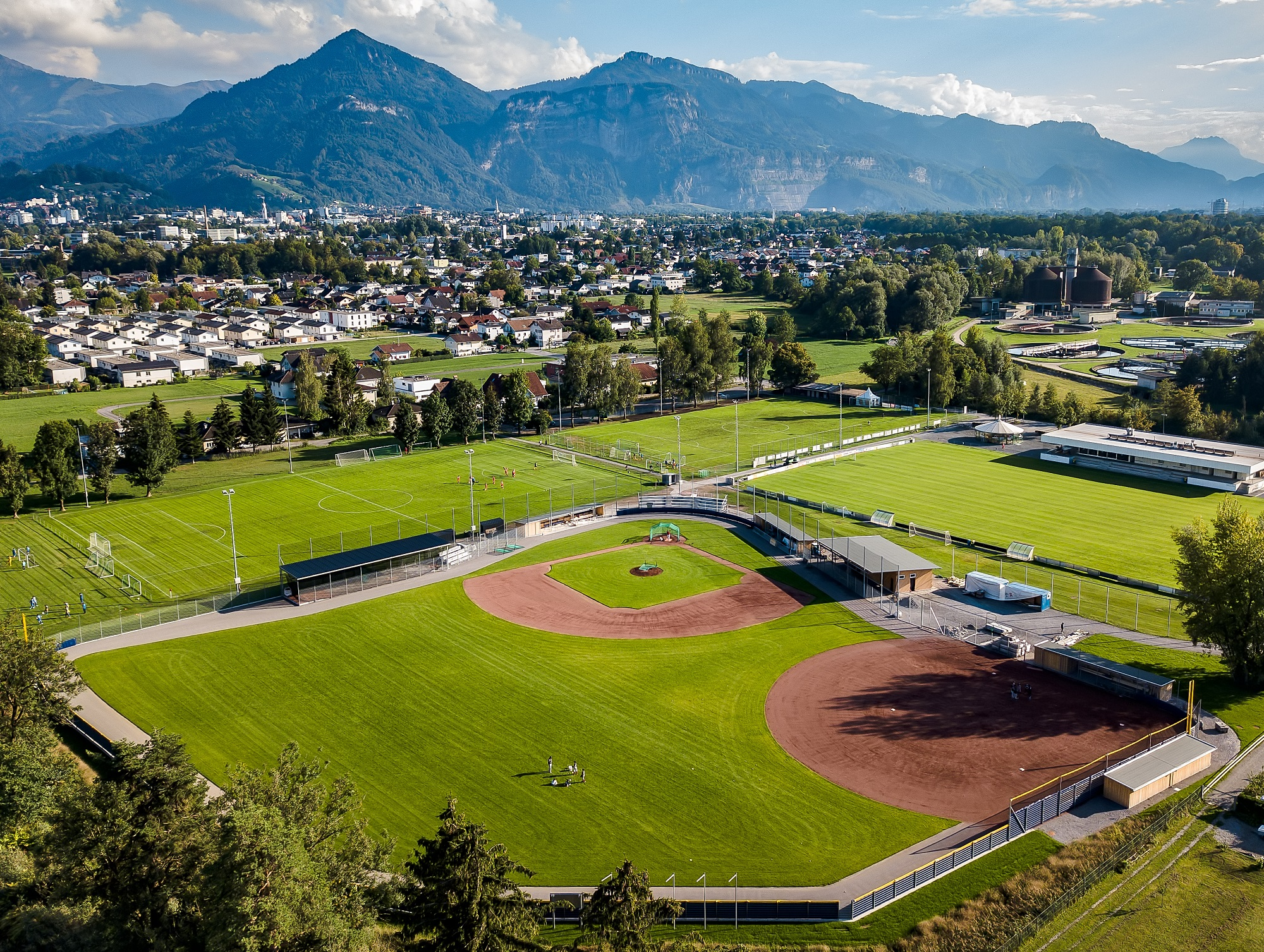
Dornbirn, im Hintergrund v. li. n. re. Staufenspitze, Schwarzenberg, Hohe Kugel

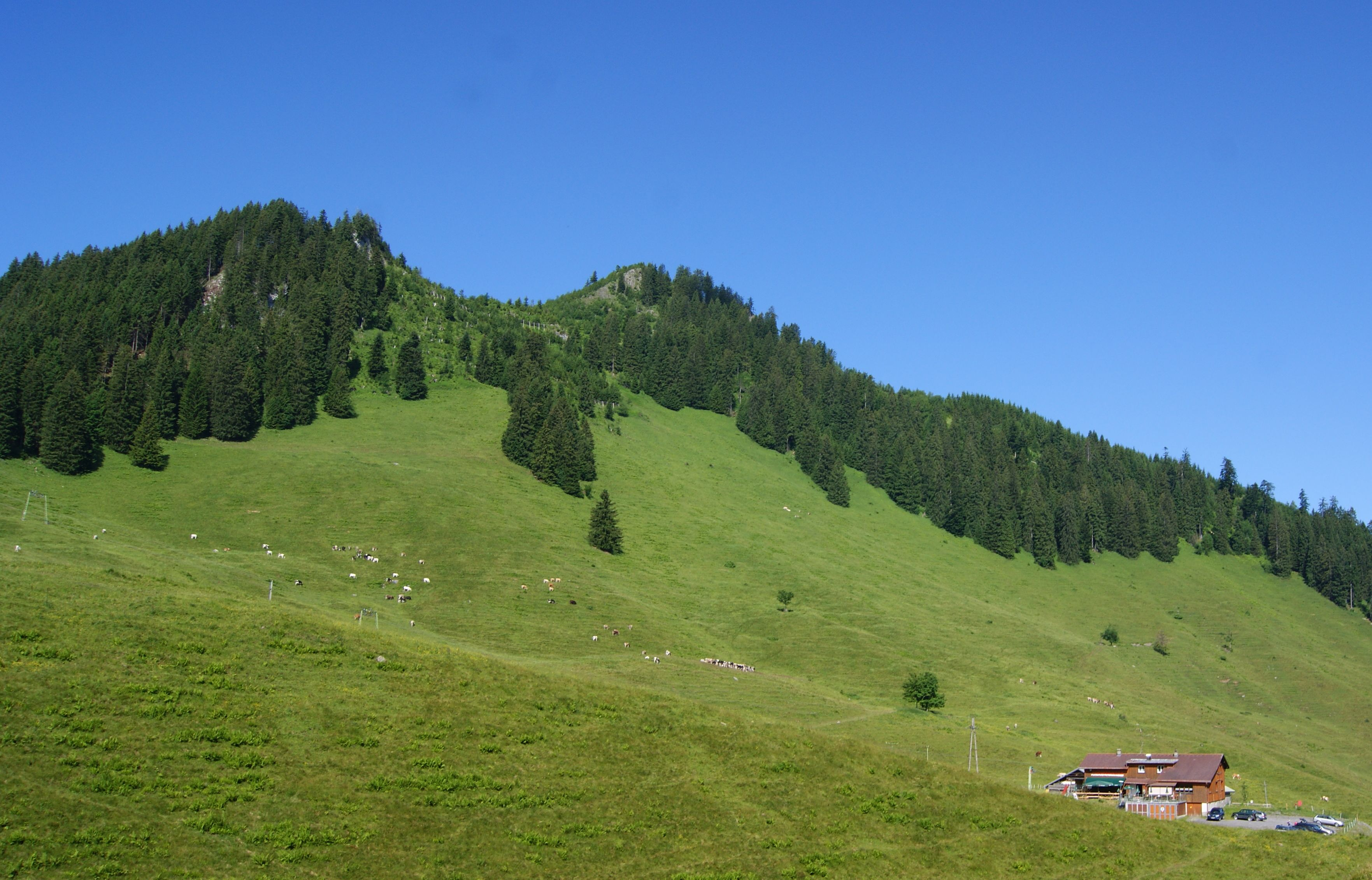
Schwarzenberg mit Haldaköpfle, Blick von Schuttannen

Der Schwarzenberg ist ein 1475 m hoher Berg im österreichischen Bundesland Vorarlberg.

## Lage
Politisch liegt der Berg in der Stadt Hohenems, Bezirk Dornbirn. Das Zentrum von Hohenems ist 3,5 km westlich.
Gebirgsmäßig liegt der Schwarzenberg in den Schuttannenbergen, einer Untergruppe des Bregenzerwaldgebirges.
Regionsmäßig zählt der Berg zum Vorarlberger Rheintal. Er ist vom gesamten unteren Rheintal aus gut zu sehen.

## Beschreibung
Auf der Ostseite befindet sich eine grasbewachsene Wanne, die zur Alpe Schuttannen gehört. Dort gibt es zwei Schlepplifte bis zum Schuttanneneck. Dieses Schigebiet ist allerdings sehr klein und hat nur wenige Parkplätze. Das Alpgebäude und ein Berggasthaus befinden sich am Sattel zum Staufen.
Auf der Nordwestseite zum Rheintal hin befindet sich ein ein Kilometer langes Felsband. Die Südostseite ist flacher. Die Nordwest- und Südostseite sind bewaldet.
Auf der Nordwestseite befindet sich unter dem Wald eine Terrasse mit der Hohenemser Ortschaft Reute, auch Emsreute genannt.
Im Südwesten liegt die Ranzenbergalpe.

## Umgebung
Der Schwarzenberg liegt zentral in den Schuttannenbergen. Die umgebenden Berge sind:
- Breitenberg (1105 m) 1,5 km nördlich
- Staufen (1465 m) 1,9 km nordöstlich
- Bocksberg (1461 m) 1,7 km südöstlich
- Schöner Mann (1532 m) 1,04 km südlich
- Strahlkopf (1366 m) 1,8 km südwestlich
- Schlossberg (705 m) 3 km westlich

Die Ortschaft Ebnit im Ebniter Tal liegt 1,9 km südlich. Die Bergstation der Karrenseilbahn liegt 2,7 km nordnordöstlich.

## Wandern
Ein Wanderweg führt rund um den Berg mit Aussicht in alle Richtungen. Es führt auch ein Weg auf den Gipfel. Von Schuttannen aus dauert beides etwa dreieinhalb Stunden.